# مسلمان

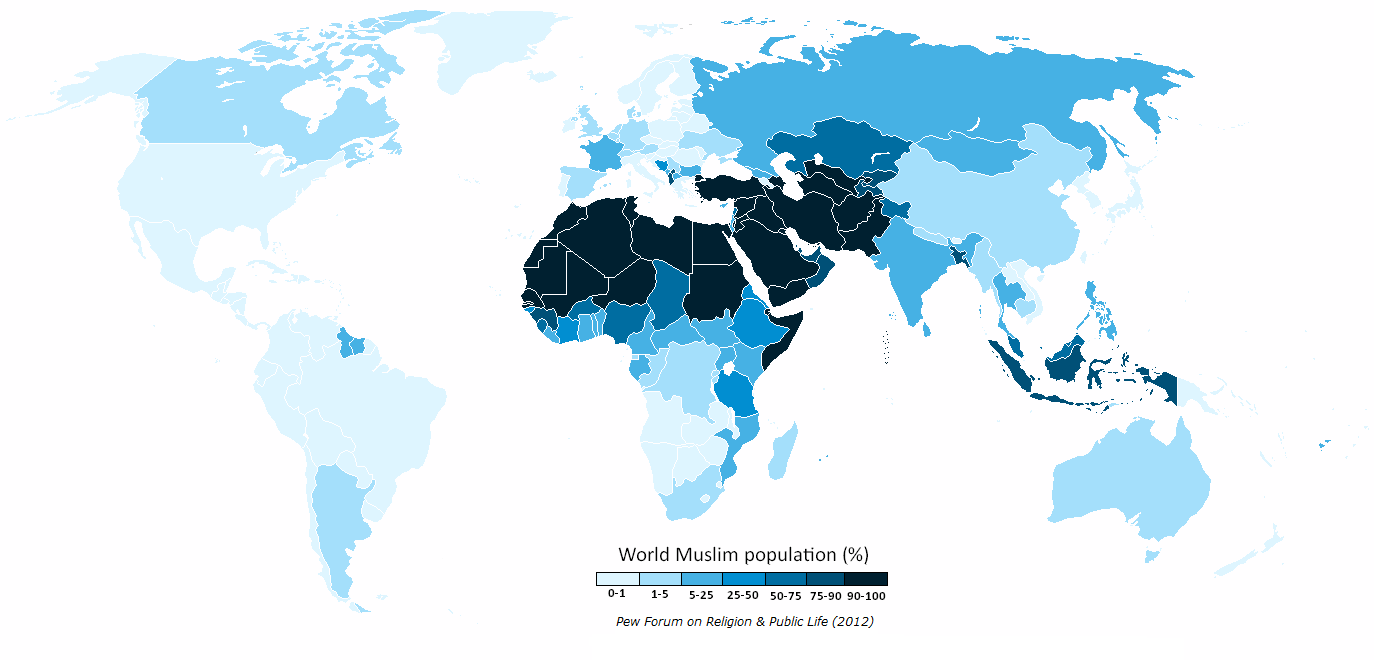
پراکندگی مسلمانان در جهان

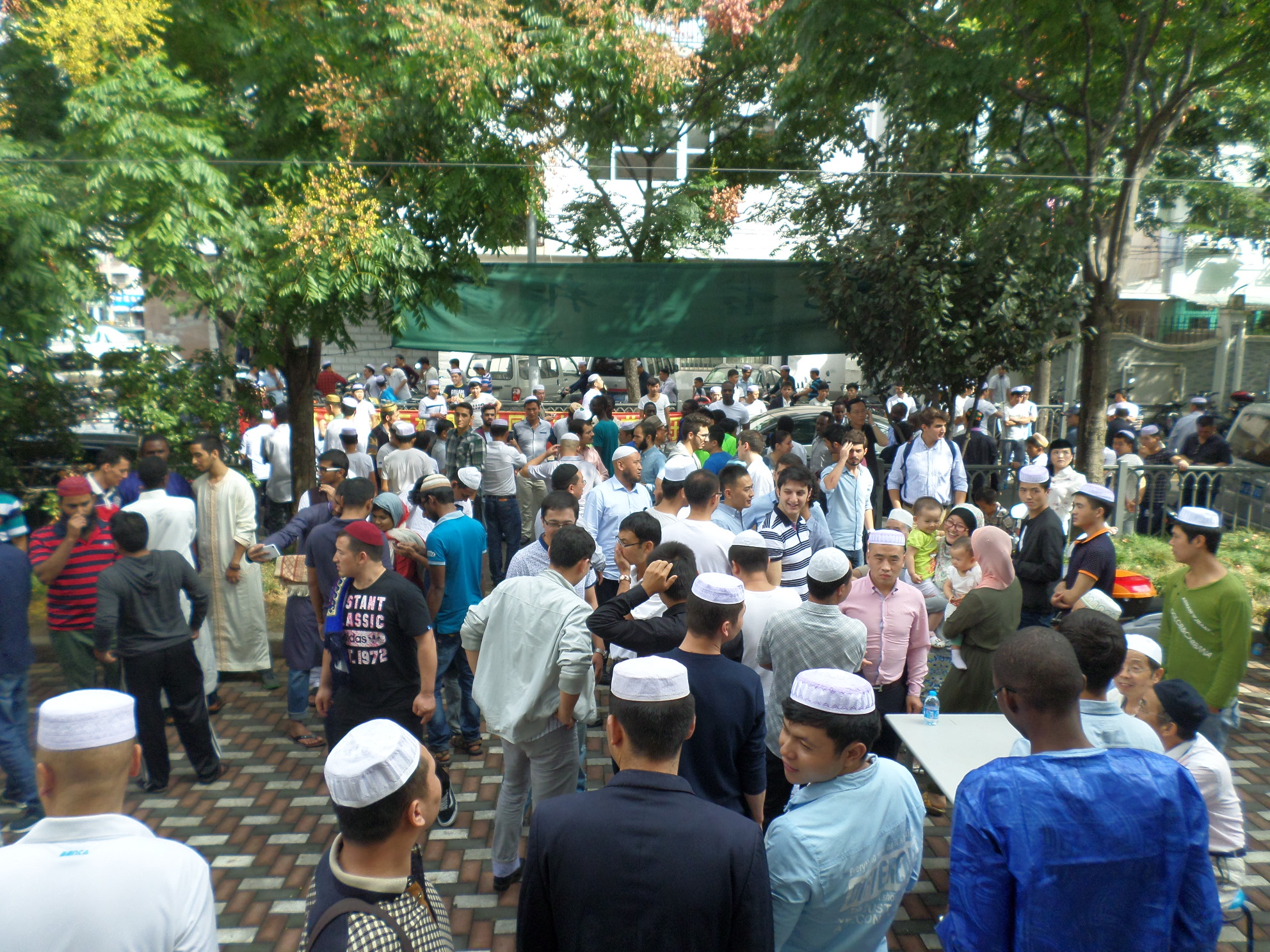
مسلمان

مُسَلمان (به عربی: المُسلِم) کسی است که دین اسلام را باور دارد. اسلام یکی از ادیان ابراهیمی است. مسلمانان به دو گروه مذهبی کلی سنی و شیعه تقسیم می‌شوند. مسلمان بودن داشتن اعتقاد به سه اصل دینی؛ توحید، نبوت و معاد است در مذهب شیعه علاوه بر اینها در توحید برای عدل خدا معنایی متمایز وجود دارد و اعتقاد بر امامت نیز ادامه پذیرش نبوت دانسته می‌شود و این دو را علاوه بر اصول دین، اصول مذهب خود می‌دانند. و اسلام آوردن با اقرار شهادتین است.
واژهٔ «مُسَلمان» یک صفت فارسی است که در اصل جمع فارسی واژهٔ عربی «مُسلِم» به‌صورت «مُسلِم‌مان» بوده، که در گذر زمان با تغییرِ حرکات و حذف یکی از میم‌ها به‌صورت صفت مفرد کاربرد یافته و جمع کاربردی آن مسلمانان شده است.
«مسلمان» لفظی متاخر است و نخستین بار در دوران عبدالملک بن مروان اموی استفاده شد؛ تا قبل از عبدالملک، پیروان محمد خود را «مومنون» یا «مهاجرون» می‌نامیدند.

## جمعیت
جمعیت مسلمانان در سال ۲۰۱۷ (میلادی)، حدود ۲۴٪ جمعیت ۷/۶ میلیاردی جهان، یعنی ۱/۸ میلیارد نفر بود. نزدیک به ۶۰٪ از مسلمانان جهان در آسیا زندگی می‌کنند. از این شمار نزدیک به ۲۰۰ میلیون نفر شیعه و بقیه سنی هستند. (۸۵درصد شیعه ۱۲ امامی) همچنین ۰٫۸٪ از جمعیت کشور آمریکا را مسلمانان تشکیل می‌دهند.
جمعیت مسلمانان در سال ۲۰۰۷، ۲۰٫۱۲٪ از جمعیت ۶٫۶ میلیاردی جهان، یعنی ۱٫۳۲ میلیارد نفر بود که در رتبه دوم دین‌های جهان و ادیان ابراهیمی پس از مسیحیت که ۲٫۲میلیارد پیرو دارد، قرار دارد.